# Cram Competition
Cram Competition – włoski zespół wyścigowy, założony w 1994 roku. Obecnie zespół startuje jedynie w Formule Abarth, w historii startów ekipa pojawiała się jednak również na liście startowej w Formule Renault 3.5 (lata 2005–2007), Europejskim Pucharze Formuły Renault 2.0, Niemieckiej Formule 3, Formule Renault V6 Eurocup, Międzynarodowej Formule Master, Włoskiej Formule Renault oraz w Szwajcarskiej Formule Renault.

## Starty

### Formuła Renault 3.5
| Rok  | Bolid           | Kierowcy             | Wyścigi | Wygrane | PP | NO | Pkt | M.K. | M.Z. |
| ---- | --------------- | -------------------- | ------- | ------- | -- | -- | --- | ---- | ---- |
| 2005 | Dallara-Renault | Damien Pasini        | 17      | 0       | 0  | 0  | 33  | 14   | 6    |
| 2005 | Dallara-Renault | Éric Salignon        | 15      | 0       | 1  | 2  | 49  | 10   | 6    |
| 2005 | Dallara-Renault | Ben Hanley           | 2       | 0       | 0  | 0  | 0   | 39   | 6    |
| 2006 | Dallara-Renault | Ben Hanley           | 17      | 1       | 0  | 3  | 55  | 8    | 9    |
| 2006 | Dallara-Renault | Miloš Pavlović       | 7       | 0       | 0  | 1  | 41  | 11   | 9    |
| 2006 | Dallara-Renault | Pasquale Di Sabatino | 10      | 0       | 0  | 0  | 0   | 39   | 9    |
| 2007 | Dallara-Renault | Fairuz Fauzy         | 17      | 0       | 1  | 0  | 51  | 11   | 11   |
| 2007 | Dallara-Renault | Pippa Mann           | 17      | 0       | 0  | 0  | 1   | 27   | 11   |

### Europejski Puchar Formuły Renault 2.0
| Rok  | Bolid          | Kierowcy            | Wyścigi | Wygrane | PP | NO | Pkt | M.K. | M.Z. |
| ---- | -------------- | ------------------- | ------- | ------- | -- | -- | --- | ---- | ---- |
| 2005 | Tatuus-Renault | Tom Dillmann        | 10      | 0       | 0  | 0  | 0   | 37   | 8    |
| 2005 | Tatuus-Renault | Reinhard Kofler     | 4       | 0       | 0  | 0  | 25  | 14   | 8    |
| 2005 | Tatuus-Renault | Daniel Serra        | 16      | 0       | 0  | 0  | 17  | 17   | 8    |
| 2005 | Tatuus-Renault | Ben Hanley          | 2       | 0       | 0  | 0  | 0   | NS†  | 8    |
| 2005 | Tatuus-Renault | Giancarlo Serenelli | 4       | 0       | 0  | 0  | 0   | 45   | 8    |
| 2006 | Tatuus-Renault | Jaime Alguersuari   | 14      | 0       | 0  | 0  | 24  | 12   | 7    |
| 2006 | Tatuus-Renault | Edoardo Piscopo     | 14      | 0       | 0  | 1  | 34  | 10   | 7    |
| 2006 | Tatuus-Renault | Adrian Zaugg        | 6       | 0       | 0  | 1  | 14  | 16   | 7    |
| 2006 | Tatuus-Renault | Stefano Coletti     | 6       | 0       | 0  | 0  | 0   | 39   | 7    |
| 2006 | Tatuus-Renault | Oliver Oakes        | 6       | 0       | 0  | 0  | 0   | NS†  | 7    |
| 2007 | Tatuus-Renault | Nicola Zonzini      | 6       | 0       | 0  | 0  | 0   | 33   | 11   |
| 2007 | Tatuus-Renault | Sergio Campana      | 2       | 0       | 0  | 0  | 0   | NS↑  | 11   |
| 2007 | Tatuus-Renault | Daniel Zampieri     | 14      | 0       | 0  | 0  | 4   | 21   | 11   |
| 2007 | Tatuus-Renault | Giovanni Nava       | 4       | 0       | 0  | 0  | 0   | 39   | 11   |
| 2007 | Tatuus-Renault | Frederico Muggia    | 2       | 0       | 0  | 0  | 2   | 25   | 11   |
| 2007 | Tatuus-Renault | Pierre Combot       | 6       | 0       | 0  | 0  | 0   | 27   | 11   |

† – zawodnik nie był liczony do klasyfikacji końcowej.